# Kym Thiriot
Scènes principales
Théâtre Édouard-VII, Théâtre des Mathurins, Théâtre du Gymnase Marie Bell, Palais des Glaces, Le Palace, La Grande Comédie,
Kym Thiriot (née le 24 septembre 1985 à Clamart) est une autrice-compositrice-interprète, actrice française, écrivaine, enseignante de yoga et ancienne championne d'équitation.
Elle est la fille d'Emmanuel et de Marion Thiriot (née Cristiani, finaliste de Roland-Garros Junior 1966 et ex-femme de Patrick Proisy). Kym Thiriot est la nièce d'Hervé Cristiani, l'auteur et interprète de Il est libre Max.

## Carrière

### Musique

#### Solo
- Liberté égalité sororité : le 4 novembre 2022, Kym Thiriot publie son premier EP avec quatre titres inédits : Sororité, Thérapie, Stockholm et Un Garçon.
- Ma clope (Elle est sexy...) : le 30 septembre 2022, Kym Thiriot sort son troisième single, écrit et composée par elle-même, titre annonce de son prochain EP (six titres) : Liberté, égalité, sororité.
- Si je veux : le 29 avril 2022, Kym Thiriot sort son deuxième single solo Si je veux[6], écrit et composée par elle-même, accompagné d'un vidéo-clip par Jodel Saint-Marc.
- Les Goélands : le 11 juin 2021, Kym Thiriot sort son premier single solo Les Goélands[7] qu'elle a écrit et composé, accompagné d'un vidéo-clip réalisé au Mexique par Jodel Saint-Marc.
- Il est libre Max : le 13 juin 2024, Kym Thiriot sort son single qui est une reprise du titre de son oncle Hervé Christiani en collaboration avec le compositeur Tiery-F.[8]

#### Duo
- Blue & I : Kym Thiriot a été en duo avec Philip Bozek pour le groupe Blue & I[9].

### Podcast
Kym Thiriot est depuis 2020 la voix du podcast Dior Untold :
- Épisode 1 : Pour l'amour des fleurs (22 min)
- Épisode 2 : Et les femmes créèrent Dior (26 min)
- Épisode 3 : Le Pouvoir du rouge (24 min)

### Auteur

#### Livres
- Yoga pour mincir et apprendre à s'aimer, Livre/DVD publié aux éditions Ellébore, 2016[11],[12]
- Yoga pour se libérer de ses dépendances. Livre/DVD publié aux éditions Ellébore, 2016[13]
- Méditations - Plaisir des Sens, Livre/CD publié aux éditions Ellébore, 2017[14]

#### Théâtre
- 2019 : Out of the Blue, monologue écrit et interprété par Kym Thiriot (Out of the Blue est la suite du spectacle Blue. Kym Thiriot reprend son personnage fétiche, cinq ans après ses premières aventures.)
- 2013 : Blue, monologue écrit et interprété par Kym Thiriot sur la scène du Théâtre des Mathurins[15].
- 2012 : N'être, pièce à deux personnages écrite par Kym Thiriot.
- 2011 : Innocence, monologue écrit par Kym Thiriot.

### Actrice

#### Théâtre
- Le Sommelier de Patrick Sébastien, avec Philippe Chevallier, Didier Gustin, mise en scène de Olivier Lejeune (Tournée 2019-2020)
- Toc toc de Laurent Baffie, avec Popeck, Danièle Évenou et Benjamin Baffie, au théâtre Le Palace, 2015-2016[16]
- Blue de et avec Kym Thiriot, mise en scène de Laura Mokaiesh, au Théâtre des Mathurins, 2012-2013[17],[18],[19],[20]
- Le Gang des potiches de et avec Karine Dubernet, mise en scène de Alain Cerrer à la Comédie des Boulevards 2010.
- Audition de Jean-Claude Carrière, mise en scène de Bernard Murat, avec Jean-Pierre Marielle, Audrey Dana, Roger Dumas, Manu Payet au Théâtre Édouard-VII, 2010[21]
- Le Siècle sera féminin ou ne sera pas de Nathalie Vierne et Dominique Coubes, avec Philippe Lellouche, Didier Gustin, Charlotte Valandrey, Doc Gynéco au Théâtre du Gymnase Marie-Bell, 2009
- Jupe obligatoire de Nathalie Vierne et Dominique Coubes, avec Delphine Depardieu au Palais des Glaces et La Grande Comédie, 2008-2009
- L’Inattendu de Fabrice Melquiot, mise en scène de Melody Garotin au Théâtre de Nesle, Festival d’Avignon au Théâtre du Vieux Balancier, 2008[22]
- La Vie est un songe de Pedro Calderón de la Barca mise en scène de Elias Belkeddar au Studio Théâtre de Montreuil 2008[23]
- Champagne pour tout le monde de Serge Serout de Daniel Colas au Théâtre des Mathurins, 2007-2008

#### Cinéma
- 2012 : After de Géraldine Maillet, avec Julie Gayet et Raphaël Personnaz[24]
- 2011 : Mon père est femme de ménage de Saphia Azzeddine avec François Cluzet, Alison Wheeler, Jules Sitruk
- 2008 : Le Crime est notre affaire de Pascal Thomas, avec Catherine Frot, André Dussollier, Claude Rich, Annie Cordy, Chiara Mastroianni, Melvil Poupaud, Christian Vadim, Hippolyte Girardot, Alexie Ribes

#### Télévision
- 2015 : Au service de la France créée par Jean-François Halin avec Claire Lemaréchal et Jean-André Yerlès, réalisée par Alexandre Courtès (saison 1)
- 2013 : Cherif, créée par Lionel Olenga, Laurent Scalese et Stéphane Drouet, réalisateur : Vincent Giovanni
- 2013 : Commissaire Magellan, épisode 16 : A l'épreuve du feu Réal : Emmanuel Rigaut
- 2010 : Je hais les années 80 Réal : Nicolas Castro

### Voxologie
Kym Thiriot a prêté sa voix pour de nombreuses campagnes publicitaires. Entre autres marques : XO éditions, Coca-Cola, Wilkinson, Kronenbourg, McDonald's, Danone, Boulanger, Nissan, Intima, Lidl, La Halle, Kellogg's, Toyota, Mr.Bricolage, Française des jeux, Conforama...